# Standbeeld van Karel V
Een standbeeld van keizer Karel V van het Huis Habsburg bevindt zich in Palermo, de hoofdstad van het Italiaanse eiland Sicilië. Het is een werk van Scipione Li Volsi (1588-1667), een beeldhouwer afkomstig uit Tusa, dat tussen Palermo en Messina ligt.

## Beschrijving
Het 17e-eeuwse standbeeld staat in het centrum van de stad, op de Piazza Bologni. Het stelt Karel V voor, keizer van het Heilige Roomse Rijk, koning van Spanje alsook vorst in zijn uitgestrekt Spaanse Rijk, waaronder het koninkrijk Sicilië en de Spaanse Nederlanden. De sokkel is van marmer vervaardigd en toont symbolen van Spaanse overwinningen. Het beeld zelf is van brons.  
Het standbeeld laat het moment zien dat Karel V de eed van trouw zweert als koning van Sicilië. Zijn hand legt hij denkbeeldig op een tafel met privilegies van het koninkrijk Sicilië, die teruggaan tot de Normandische heersers. Karel V is gekleed als een Romeinse veldheer.

### De hand van Karel V
Inwoners van Palermo maakten zich vrolijk over de stand van de rechterhand van het beeld. De uitdrukking circuleerde ‘Per venire à Palermo ci vuole un sacco di soldi alto cosi’, wat betekent, 'om naar Palermo te komen (wonen) heb je een zak geld van zo hoog nodig’. Later werd er lacherig over gedaan tijdens stakingen van de vuilnisdiensten van de stad ‘A Palermo, l'immondizia è alta sino qui’: ‘In Palermo ligt de vuilnis zo hoog’.

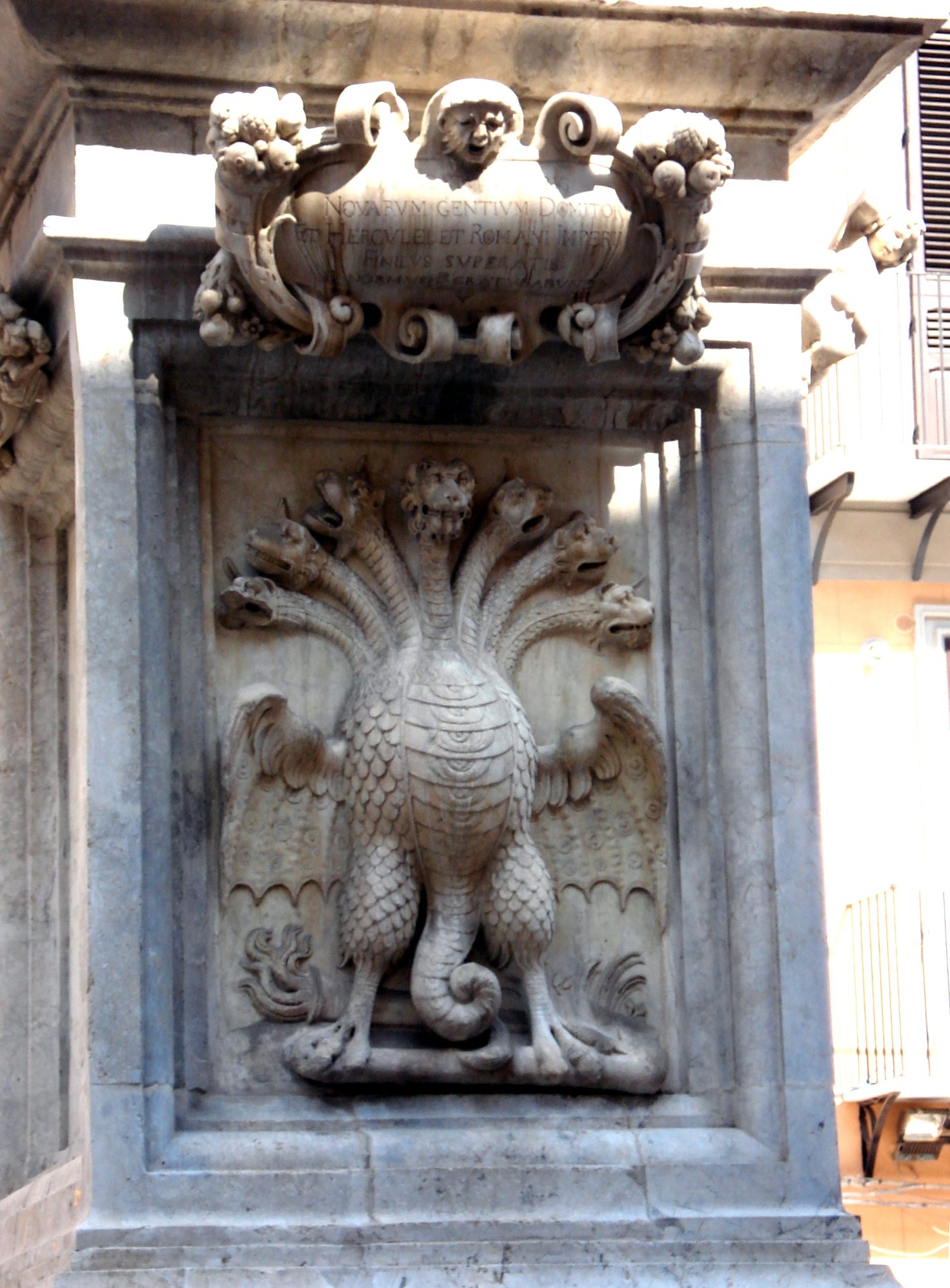
De sokkel met de afbeelding van de Hydra met 7 koppen.

## Achtergronden
In 1535 bracht keizer Karel V een bezoek aan Sicilië. Het was tweehonderd jaar geleden dat een koning van (Spaans) Sicilië voet op het eiland zette; de laatste koning die Sicilië bezocht was Alfons V van Aragón. Karel V bezocht Sicilië van 20 augustus tot 13 september 1535. In Palermo werd hij ingezworen als koning van Sicilië in een meerdaagse plechtigheid.
In 1630 besliste het Spaanse bestuur in Sicilië een standbeeld voor Karel V op te richten, ter gelegenheid van de honderdste verjaardag van dit bezoek. Scipione Li Volsi, telg van een bekende lokale familie artiesten, werd verzocht een bronzen standbeeld te maken. Nadien maakten Giacomo Cirasolo en Luigi Geraci de marmeren sokkel en was het aan Giovanni Travagli om deze met militaire versieringen af te werken (1631). Het geheel verrees op de Piazza Bologni ter gelegenheid van de honderdste verjaardag van het bezoek (1635).
Tijdens het fascistisch regime in het koninkrijk Italië liet het stadsbestuur het beeld op meerdere plaatsen in Palermo uitstallen als propaganda. Tijdens de Tweede Wereldoorlog werd het standbeeld van Karel V opgeborgen zodat het de bombardementen ongeschonden doorkwam.

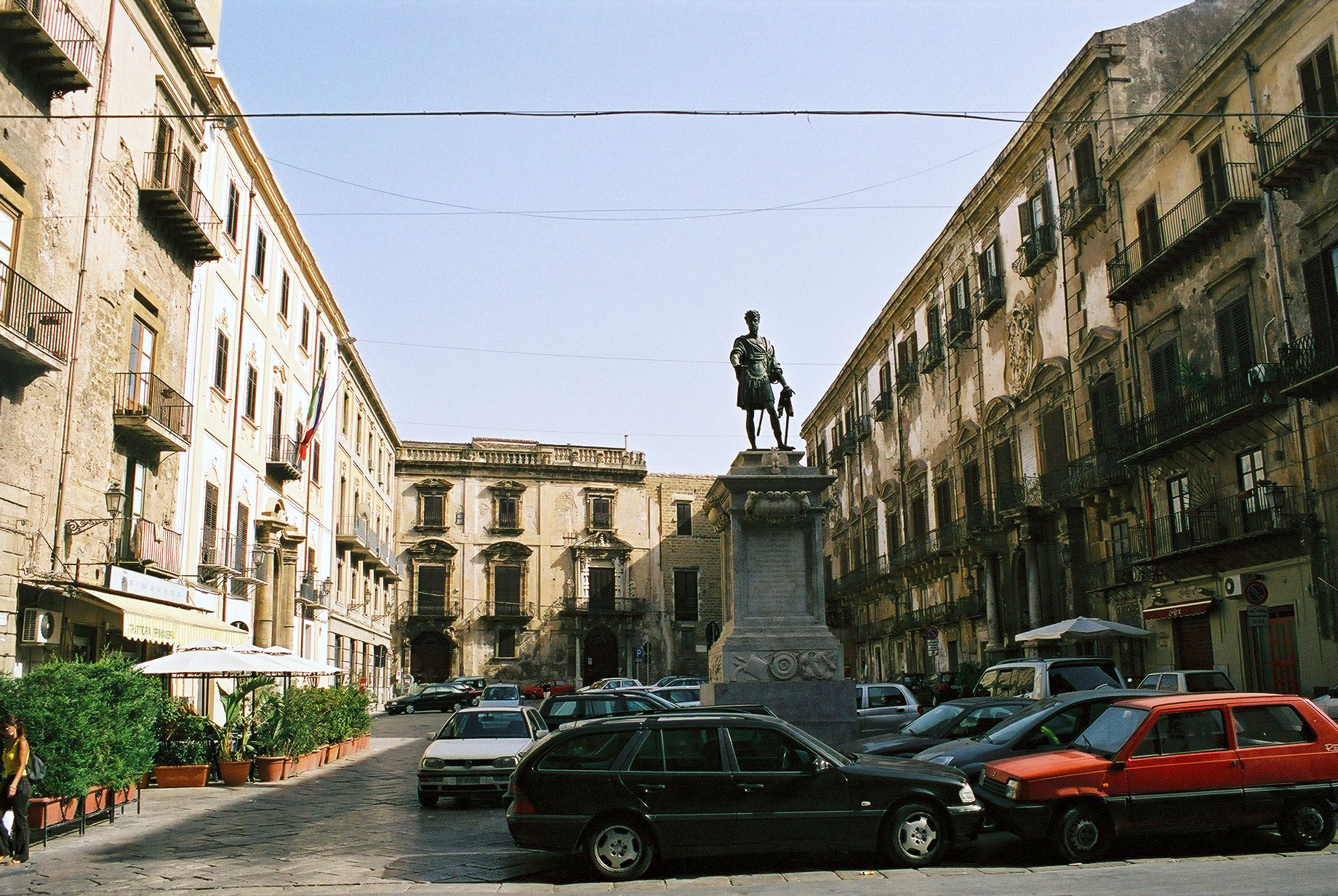
Piazza Bologni met het beeld

### Legende van de vijf onrechtvaardige rechters
In Palermo werd na het bezoek van Karel V de volgende stadslegende verteld. Een wees van wie de ouders gefortuneerd waren, groeide op bij een voogd. Eenmaal meerderjarig wenste de jongeman zijn bezittingen terug te nemen. De voogd weigerde en riep de hulp in van vijf rechters. Deze rechters waren corrupt en gaven de ex-voogd gelijk. Ter gelegenheid van het bezoek van keizer Karel V zag de jongeman zijn kans schoon. Hij vertelde aan de keizer zijn verhaal. De keizer veroordeelde de ex-voogd tot teruggave van het familiefortuin. Daarenboven liet hij de vijf corrupte rechters levend villen. Hun huid diende om vijf zetels van het gerechtshof van Palermo te bekleden.